# 大使館

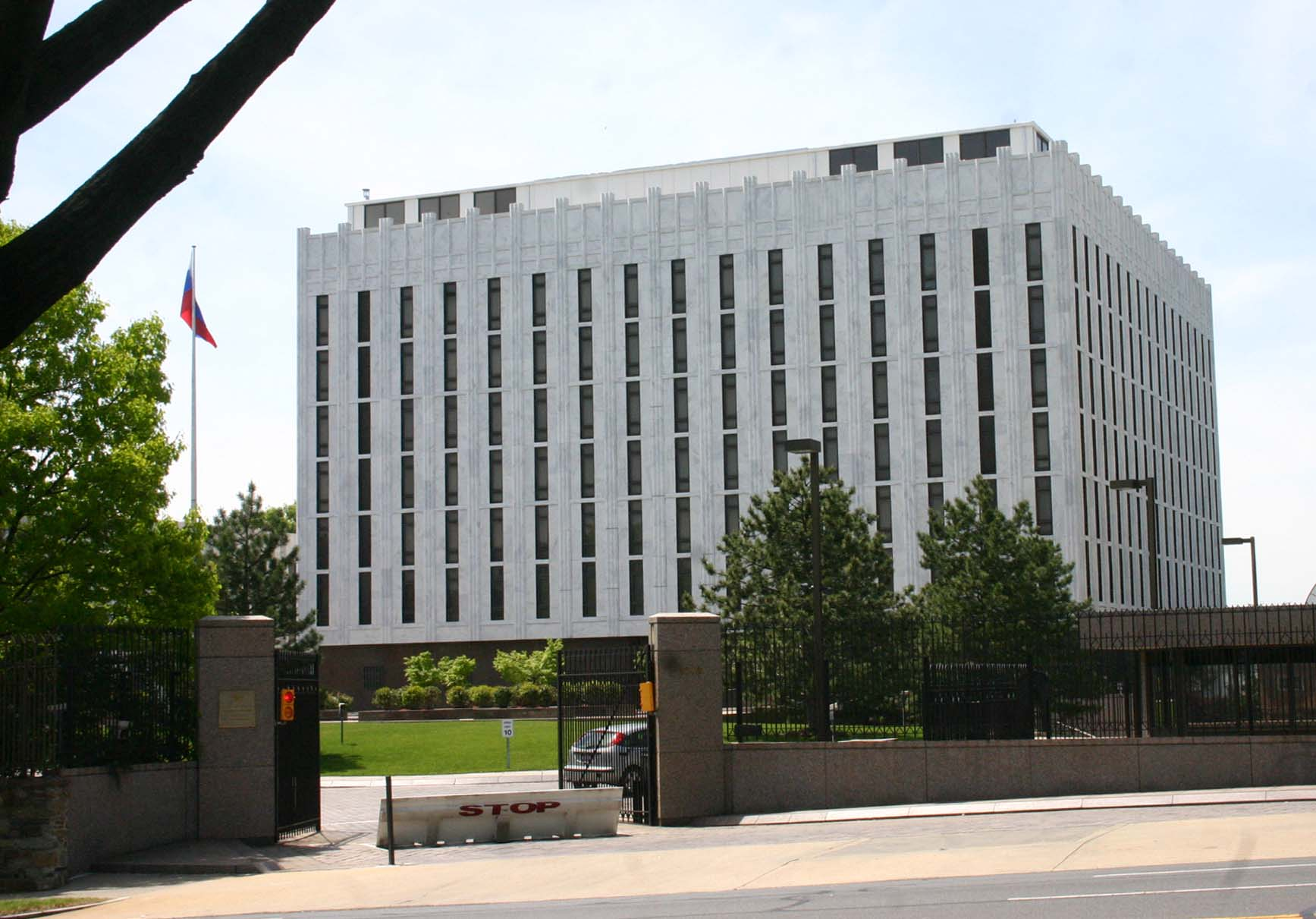
在米ロシア大使館

大使館（たいしかん、英語: embassy）は、国交が成立している外国に、自国の特命全権大使を駐在させて公務を執行する役所。総領事館や領事事務所などの領事機関および政府代表部と並んで、外交使節団の公館（日本の法令用語では在外公館）と呼ばれる。
なお、イギリス連邦加盟国間では、歴史的経緯から大使館ではなく「高等弁務官事務所（こうとうべんむかんじむしょ、英: High Commission、参考：高等弁務官）」と称される。

## 業務・設置
大使を含む外交官は本国を代表して相手国政府と交渉することを任務とする。一般的には大使を含む外交官は外交交渉を本務とするのに対し、領事は通商や航海及び在外居留民の保護を任務とする。
イギリスのブラウデン報告では、在外機関の任務として、1.勧告（情勢分析や重要報告、外務省本省に対する申進）、2.交渉、3.友好関係の向上、4.貿易促進、5.広報、6.在外居留民の生命や権益の保護、7.援助並びに技術援助を挙げているが、このうち大使館が中心となるのは勧告と交渉及び対外援助（1～5及び7）である。ただし、大使館と領事館の関係については、大使館の中に領事部が設置されていたり、大使館員の外交官が領事を兼務することもある。
大使館は通常、接受国（派遣先の国）の首都または主要都市に置かれる。カリブ海諸国地域やポリネシア、アフリカやヨーロッパの小国が多い地域では、その地域における比較的大きい国の1つの大使館が数か国を兼轄していることがある。例えば、在トリニダード・トバゴ日本国大使館は、常駐国トリニダード・トバゴを含むカリブ諸国9ヶ国を兼轄している。
また、イスラエルはエルサレムを首都と宣言しているが、日本を含む多くの諸外国は国連決議に基づき同国の主張を認めていないため、テルアビブに大使館を設置している。イスラエルの主張に従ってエルサレムに大使館を設置しているのは、アメリカ合衆国（在イスラエルアメリカ合衆国大使館）やグアテマラなど一部の国に限られる。

## 特権・免除
外交使節団の使用する公館に関しては外交関係に関するウィーン条約で公館の不可侵（第22条）と公館に対する課税免除（第23条）が定められている。なお、領事機関の公館（総領事館、領事館）には領事関係に関するウィーン条約が適用され、同条約にも公館の不可侵等が定められている（領事館#特権免除を参照）。

### 公館の不可侵
使節団の公館は不可侵とされ、接受国の官吏は使節団の長が同意しない限り、公館に立ち入ることができない（第22条1）。
さらに接受国は、私人による公館への侵入・破壊及び、公館の安寧・威厳の侵害を防止するために、適当なすべての措置をとる特別の義務を負っている（第22条2）。この措置には、原状回復のための措置や損害賠償義務だけではなく、事前予防の義務も含まれている。接受国が暴徒の大使館に対する乱暴狼藉を防げなかった実例として、イランアメリカ大使館人質事件（1979年）や反日デモに便乗した暴徒による日本大使館投石事件（2005年）、アメリカ在外公館襲撃事件（2012年）などが挙げられる。

### 公館に対する課税免除
派遣国及び使節団の長は、公館が所有か賃借かを問わず、賦課金及び租税を免除される（ただし提供された特定の役務に対する給付としての性質を有するものを除く）（第23条1）。

## 職員
大使館には外交の専門家である外交官が配置されるが、第二次世界大戦前には各種の専門に応じて財務官、商務官、陸海空軍武官などが設置されるようになった。

### 日本の大使館
日本の大使館の場合、在外公館長たる特命全権大使を筆頭に、公使、参事官、防衛駐在官（他国や明治憲法体制下の日本における駐在武官に相当。この他、参事官、書記官等の名称を併有）、書記官、在外公館警備対策官、理事官等の外交官の他、派遣員（社団法人国際交流サービス協会が派遣するもの）、専門調査員、現地職員（事務職員、窓口係員、警備員、大使公邸管理人等）で構成される（この他、該当国で語学等の研修をしている在外研修員として入省間もない外交官補が配置されている）。
小さな国に派遣される大使館では、大使以下外交官が数人しかいないところもある。例えば、2009年1月末時点における在アンゴラ日本国大使館の職員総数は5名であった。

### フランスの大使館
フランスでは政策責任は最終的に政府だけが負い、外務行政は政府の政策決定を遂行する官僚制度の一部門に過ぎないとされている。大使館の首長は大使であるが、階級というよりも地位の名称にすぎないとされる。